# Peter Turner (Mediziner)

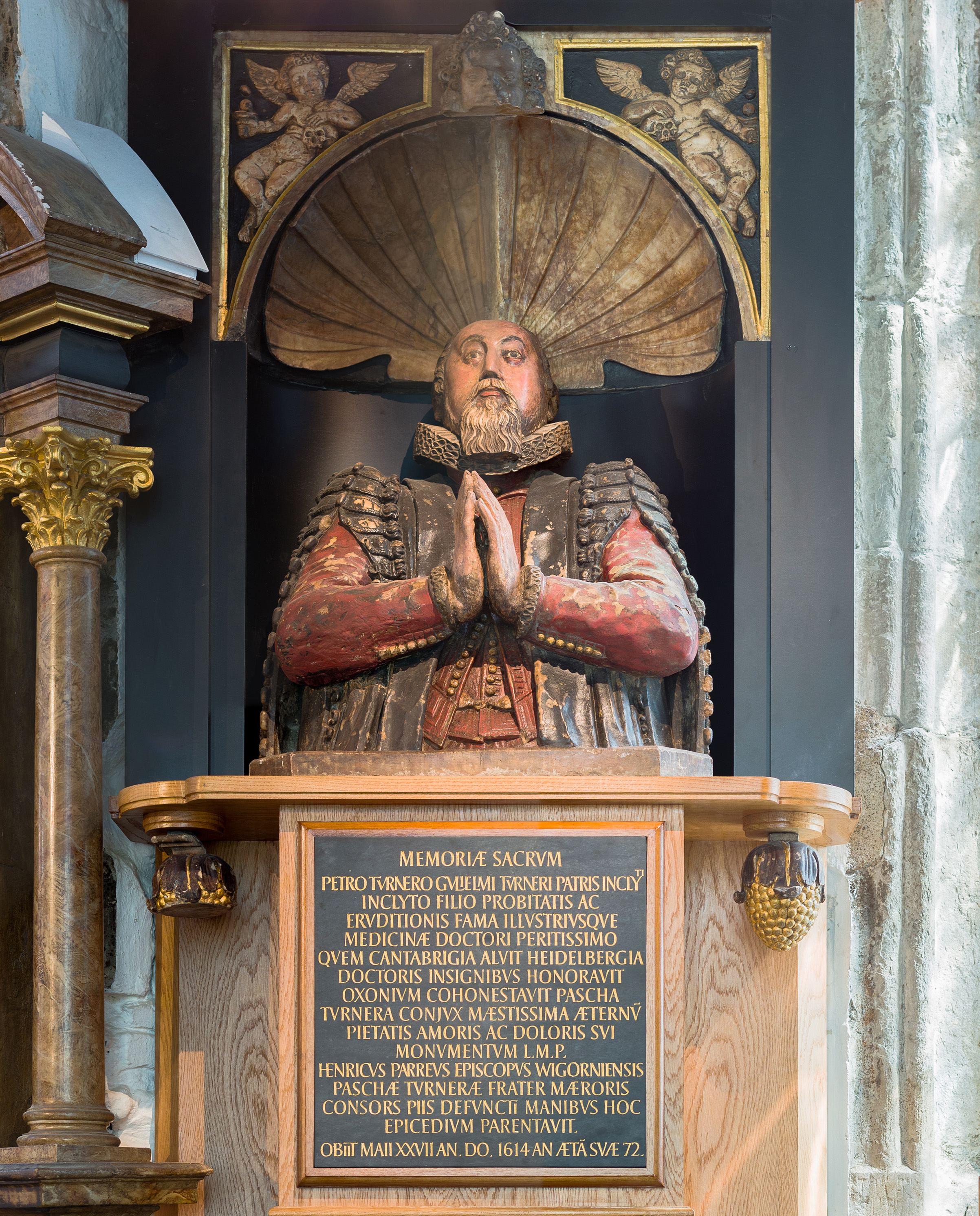
Büste Peter Turners, St. Olave Church, London

Peter Turner (* 1542; † 27. Mai 1614 in London) war ein englischer Arzt. Er war ein Anhänger der Lehren von Paracelsus.

## Leben und Wirken
Turner ist der einzige Sohn von William Turner und dessen Frau Jane Alder. Den größten Teil seiner Kindheit und Jugend verbrachte er in Deutschland. 1564 schrieb sich Turner am St John’s College in Cambridge ein. Am 17. April 1566 immatrikulierte er sich in Heidelberg und erwarb dort 1571 den Titel eines Doktors der Medizin (M.D.). Dieser Titel wurde 1575 von Cambridge und 1599 von Oxford übernommen.
Am 4. Dezember 1582 wurde Turner Lizenziat des Royal College of Physicians, wurde aber nie dessen „Fellow“. Von 1582 an war Turner Arzt an St Bartholomew’s Hospital in London. Im Herbst 1584 gab er diesen Posten auf. 1584/1585 war Turner Member of Parliament für Bridport. Im Frühjahr 1606 untersuchte Turner den im Tower of London inhaftierten Walter Raleigh.
Turner war mit Pascha, einer Tochter von Henry Parry (1561–1616), Bischof von Worcester, verheiratet. Sie hatten acht Kinder, darunter die Söhne Peter Turner (1586–1652) und Samuel Turner († 1647?).
Nach seinem Tod wurde Turner in St. Olave bestattet. Nach der Bombardierung von London am 17. April 1941 verschwand die zum Grab gehörende Skulptur aus dem Kirchenschiff. Sie wurde 2010 wiederaufgefunden und kehrte am 21. Juni 2011 nach St. Olave zurück.
Turner war mit Thomas Penny und Thomas Muffet befreundet, die ebenfalls leidenschaftliche Anhänger von Paracelsus waren. Während seines Aufenthalts in Heidelberg hatte er Penny auf dessen Exkursionen begleitet. Im Vorwort vom Insectorum bedankte sich Muffet für Turners Hilfe bei der Aufarbeitung von Pennys entomologischen Notizen.

## Schriften (Auswahl)
- De purgantibus medicamentis. – Disputation unter Siegmund Melanchthon (1537–1573).
- De Renum calculis. In: Disputationum et Epistolarum Medicinalium volumen. Zürich 1595, S. 7r–8v (Digitalisat) – unter Thomas Erastus.
- [Verse]. In: Thomas Muffet: Nosomantica Hippocratea. Frankfurt am Main 1588 (Digitalisat).
- A spirituall song to the praise of Almightie God, for deliuering England from the Spaniards. In: Oliver Pigg: Meditations concerning praiers to almighty God, for the safety of England, when the Spaniards were come into the narrow seas, August 1588. As also other meditations concerning thanksgiuing, for deliuering Englande from the cruelty of the Spaniards, and for their meruailous confusion and ouerthrow. Thomas Man, London 1589 (Volltext).
- The opinion of Peter Turner Doct: in physicke, concerning amulets or plague cakes, whereof perhaps some holde too much, and some too little. Edward Blount, London 1603 (Volltext).